# La Guancha
La Guancha est une commune de la province de Santa Cruz de Tenerife dans la communauté autonome des Îles Canaries en Espagne. Elle est située au nord de l'île de Tenerife.
La Guancha tient son nom des explorateurs espagnols sous Alonso Fernández de Lugo qui virent à cet endroit une aborigène Guanche (La Guancha en espagnol) qui puisait de l'eau à une source. Lorsqu'elle a vu les soldats elle s'est enfuie dans la forêt. Le capitaine était tellement subjugué par sa beauté qu'il donna à ce lieu le nom de La Guancha.

## Géographie

### Localisation

Localisation de l'île de Tenerife dans les Îles Canaries.
Localisation de La Guancha dans l'île de Tenerife.

|                   | Océan Atlantique |                       |
| Icod de los Vinos | La Guancha       | San Juan de la Rambla |
|                   | La Orotava       |                       |

## Démographie
| Année | Population | Densité    |
| ----- | ---------- | ---------- |
| 1900  | 1.699      | 77,6/km²   |
| 1991  | 5.015      | 229,0/km²  |
| 1999  | 5.232      | 238,9/km²  |
| 2000  | 5.269      | 240,6/km²  |
| 2001  | 5.257      | 240,0/km²  |
| 2002  | 5.294      | 241,7/km²  |
| 2003  | 5.318      | 242,8/km²  |
| 2004  | 5.372      | 245,3/km²  |
| 2005  | 5.388      | 246,0/km²  |
| 2006  | 5.420      | 247,5/km²  |
| 2007  | 5.379      | 245,6/km²  |
| 2009  | 5.487      | 230,84/km² |